# خيط بروتيني

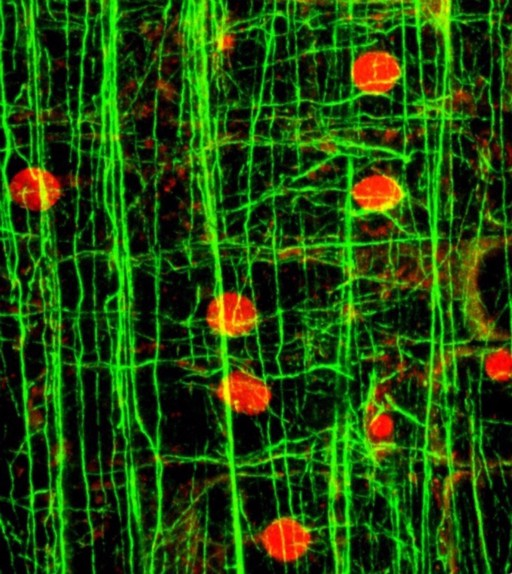
تطوير خلايا خشبية في شجر الحور تظهر الخيوط الدقيقة (باللون الأخضر) ونواة الخلية (باللون الأحمر).

الخيط البروتيني (بالإنجليزية: Protein Filament)‏ هو عبارة عن سلسلة طويلة نسبياً من البروتينات التي توجد في الشعر والعضلات وأسواط الكائنات الدقيقة، وغالبًا ما تأتي مجّمعة للقوة والصلابة.
من أمثلة الخيوط البروتينية:
- خيوط الأكتين
- الأنابيب الدقيقة
- الخيوط المتوسطة
- الخيوط العضلية (تتكون من الميوسين أو الأكتين)